# سيرمرسوك
بلدية سيرمرسوك (بالجرينلاندية: Kommuneqarfik Sermersooq)، إحدى بلديات منطقة الحكم الذاتي جرينلاند التابعة لمملكة الدنمارك، تأسست في 1 يناير 2009، عاصمتها مدينة نوك.

## التقسيمات الإدارية
تقسم البلدية لـ 6 مناطق: 
- أماساليك (مساحتها 232.100 كم²، سكانها 3031 (1 يناير 2005)
- إيتوكورتوميت (مساحتها 235000 كم²، سكانها 537 (2005))
- إيفيتوت
- نوك
- باميوت

## توأمة
لسيرمرسوك اتفاقيات توأمة مع كل من:
- آلبورغ (1963 - )
- Aalborg Municipality [الإنجليزية]‏ منذ (1963 - )